# Chrysothrix
Chrysothrix Mont. (złociszek) – rodzaj grzybów z rodziny złociszkowatych (Chrysotrichaceae).

## Systematyka i nazewnictwo
Pozycja w klasyfikacji według Index Fungorum: Chrysotrichaceae, Arthoniales, Arthoniomycetidae, Arthoniomycetes, Pezizomycotina, Ascomycota, Fungi.
Synonimy nazwy naukowej: Amphilomopsis Jatta, Peribotryon Fr.,
Pulveraria Ach., Temnospora A. Massal.
Nazwa polska według Krytycznej listy porostów i grzybów naporostowych Polski.

## Gatunki występujące w Polsce
- Chrysothrix caesia (Flot.) Ertz & Tehler 2011
- Chrysothrix candelaris (L.) J.R. Laundon 1981 – złociszek jaskrawy
- Chrysothrix chlorina (Ach.) J.R. Laundon 1981 – złociszek zielonawy
- Chrysothrix flavovirens Tønsberg 1994 – złociszek dyskretny

Nazwy naukowe na podstawie Index Fungorum. Nazwy polskie według W. Fałtynowicza.